# Встречи на рассвете
«Встречи на рассвете» — советский чёрно-белый фильм 1969 года режиссёров Эдуарда Гаврилова и Валерия Кремнёва.
Фильм снят по повести Анатолия Кузнецова «У себя дома». Через месяц после выхода фильма писатель, поехав в командировку в Лондон, стал невозвращенцем — фильм был изъят из проката и забыт, несмотря на то, что и повесть, и фильм были хорошо приняты как читателями, так и зрителями.

## Сюжет
О девичьей судьбе, о первых трудовых шагах и об испытаниях первой любви.
Галя Макарова родилась в деревне и с детства помогала на ферме матери, знатной доярке в области, но из-за болезни матери они переехали в город, где Галя, окончив школу, не смогла поступить в институт и устроилась гардеробщицей. После смерти матери Галя осталась в городе совсем одна.
Она возвращается в родную деревню, начинает работать дояркой на ферме, а после увольнения нерадивой заведующей вместе с другими доярками старается навести там порядок. Влюбившись в пастуха Костю, она узнаёт, что многие из её новых подруг были его любовницами, и расстаётся с ним…

## В ролях
- Тамара Дегтярёва — Галя Макарова
- Ольга Аросева — Софья Васильевна, заведующая молочной фермой
- Люсьена Овчинникова — Людмила, колхозница-птичница
- Лариса Виккел — зоотехник
- Владимир Андреев — Цугурик, зоотехник
- Юрий Назаров — Koстя, колхозный пастух
- Анатолий Кузнецов — Сергей Сергеевич Волков, парторг колхоза
- Георгий Жжёнов — Алексей Дмитриевич Воробьёв, председатель колхоза
- Евгений Шутов — Иванов, колхозный бригадир
- Светлана Харитонова — Ольга, доярка
- Элла Некрасова — Таська Чирева, доярка
- Клавдия Хабарова — Аня Архипова, доярка
- Тамара Совчи — Валя Ряхина, доярка, сестра Люси
- Юрий Киреев — жених Вали Ряхиной
- Екатерина Мазурова — бабка Мотя Пуговкина, хозяйка дома, где поселилась Галя Макарова
- Пётр Кирюткин — колхозник
- Владимир Протасенко — моряк-гармонист
- Иван Турченков — колхозник в клубе
- Эмилия Кроль — доярка

## Литературная основа
Фильм снят по повести А. Кузнецова опубликованной в 1964 году в журнале «Новый мир», и в том же году изданной отдельной книгой в издательстве ЦК ВЛКСМ «Молодая гвардия».
Повесть вызвала дискуссию на страницах «Литературной газеты» между К. Буковским и В. Полторацким — писателями, хорошо знающими деревню. Своё мнение о повести высказал завотделом критики журнала «Новый мир», референт Союза писателей СССР Г. А. Бровман. Журнал «Знамя» — орган Союза писателей СССР, отмечая и недостатки повести, в целом дал ей положительную оценку:

Но не будем притворяться наивнее, чем мы есть. Конечно же, не надо понимать повесть А. Кузнецова так буквально, это ведь только иллюстрация к очень добрым пожеланиям, а героиня повести — воплощение человеческого идеала автора. И он есть, этот особенный тип женщины. Взглянешь на неё, и невольно хочется сказать: на таких и держится земля.
В журнале «Москва» Н. Далада, отметив крепнущее мастерство писателя, резко не согласился с оценкой повести К. Буковским, говоря, что есть в этой повести кое-что поважнее ряда недостатков:

Можно порассуждать и о том, как вредит этой хорошей книге стилевая и композиционная пестрота: наивный фельетонизм в сценах с писателем, протокольные «разговоры», «коровьи анкеты». Всё это, разумеется, очень важно и достойно большого разговора. Но именно потому, что перед нами вещь талантливая, есть смысл поговорить лишь об одной стороне повести, как мне представляется, наиболее значительной и важной.
Н. Далада озаглавил свою рецензию «Разговор со скептиком», обратив внимание на основной удар повестью по скептицизму как мировоззрению:

Скептики. Многие из них (и не обязательно обыватели) убеждены, например, что в жизни ничего просто не делается. В их представлении люди поступают после десятилетки в вузы, выбирают работу «по желанию», достают (всё равно — для себя или для производства) дефицитные вещи, добиваются справедливых решений и т. п. исключительно по протекции, имея где-то «наверху» соответствующую «руку». Бо́льшую часть жизни скептики проводят в прекраснодушных мечтах об этой «руке», самые предприимчивые и активные ищут «нужных» … И только поэтому скептики, досадуя на судьбу, не пишут романов, не выступают в защиту попранной справедливости, не критикуют начальство, не дерзают в труде и в науке и не объясняются в любви красивой девушке. Их сдерживает невидимая стена: убеждение, что всё равно ничего не выйдет. Одна из насущных забот нашей сегодняшней литературы — борьба с предрассудками, разрушение скепсиса как общественного явления, возвращение человеку нормального зрения, естественности чувств и непредубеждённости миропонимания. Мне думается, это хорошо делает повесть А. Кузнецова. Вся она — страстная и доказательная полемика со скептиком. Скептицизм, который побеждает Галя в себе и в окружающих, страшен именно тем, что заставляет человека робеть перед обстоятельствами, парализует волю человека, его способность к действию.
Н. Далада — специалист по отрицательным типам в советской прозе (ещё студентом посвятил этой теме диплом) в своей рецензии раскрыл, что скептик в повести «многолик и вездесущ», и не обязательно отрицательный герой — а парадоксальным образом опровергающие скептицизм не словом, а делом и своей жизнью бригадир, молодые доярки, председатель Воробьёв…

..тут и молчаливая баба Марья с её «мудростью»: «Лучше не встревай, делай своё дело, да и молчи» (видно, не раз ударяла её жизнь). Тут и партизанская вдова Матрёна Пуговкина, у которой война отняла мужа и сыновей и которая в одиноком неизбывном горе своём может сказать однажды: «И правды нету, и добра нету, и справедливости нету!..», при этом оставаясь живым опровержением собственных слов, воплощением и правды и доброты человеческой.

## Отзывы
С выходом фильма критикой было отмечено, что автор повести и режиссёры поняли друг друга очень хорошо — получив ряд критических отзывов на повесть, автор в сценарии устранил недостатки, при этом не переосмысливал концепцию повести, а лишь сделал её более последовательной и убедительной, устранив прямолинейную назидательность, сохранив главную мысль:

Чтобы человек ощутил кровную ответственность за дело, каждый за свое, огромное или малое, ощутил себя хозяином его. В воспитании, пробуждении в людях такой ответственности.
16 июня 1969 года состоялась премьера фильма.
30 июля 1969 года автор повести уехал в командировку в Лондон, попросил там политического убежища и стал невозвращенцем. Картина была изъята из проката и забыта.

Изъяли без вины виноватую картину. Хотя мы ему слепо не верили, мы по-своему, не по-кузнецовски решили конфликт между героями, но… В этом никто не разбирался… А зритель у картины набирался, заинтересованный, взволнованный, разбуженный ею зритель. Разбуженный проблемами, не сиюминутными политическими или политиканствующими, а вечными, нравственными: что такое любовь? Что такое совесть? Что такое счастье?— исполнитель одной из ролей фильма актёр Юрий Назаров
Но за два месяца проката фильм посмотрело много зрителей, и фильм был очень тепло принят критикой: так в журнале «Искусство кино» за 1969 год будущий главный редактор этого журнала киновед К. А. Щербаков поместил большую положительную рецензию, отметив правдивость фильма:

Фильм «Встречи на рассвете» привлекателен своей чуткостью к логике жизни, спокойным иммунитетом к шаблонам любого склада и толка. Иммунитетом, который, видимо, рождается только тогда, когда человеку всерьёз есть что сказать. В фильме нет авторского нажима и нет упрощённого изображения жизни древни детальными кадрами запущенности или для контраста видами дворцов культур и цветущих клумб, нет и подчёркнутого умиления картинами природы. Камера оператора С. Зайцева как бы даже нейтральна по отношению к изображаемому. В противоречия и сложности жизни колхоза авторы вводят нас иными, более тонкими художественными способами.
Фильм стал дебютом для исполнительницы главной роли Тамары Дегтярёвой, и, как отметил критик, успешным дебютом:

Тамару Дегтярёву, играющую Галю, можно поздравить с удачей. Такие качества, как бескорыстие, нравственная бескомпромиссность и прямота, преданность делу часто показываются на экране формально, вяло, слишком общо. Пойти проторённой дорожкой, сбиться на «голубизну» актрисе было легче лёгкого. Дегтярёва нигде не сфальшивила, не погрешила против правды конкретного развивающегося характера. В её работе очень явственно звучит личная нота. И вспоминая о фильме,
Через 40 лет актёр Юрий Назаров в своей книге выделил сцену фильма, что «засела навек в душе и памяти» с разговором-спором между доярками о любви, и игру Э. К. Кроль:

И вот нейдёт никак из головы сцена между героинями, доярками Галей и… Люськой, кажется. Уж и имена героинь забыл, помню только лица актрис Тамары Дегтярёвой и Милы Кроль и их спор-разговор: «Да где ты её видала, любовь-то? Тот из выгоды женится, по расчёту, у этой время приспело. Страшно одной-то остаться!.. А любовь… Это мы, если надо, в кино посмотрим…» (сегодня, правда, и в кино уже не посмотришь…). А Э. К. Кроль неотразимо убедительна была в той сцене. Это никак не в обиду Тамаре, просто у Т. В. Дегтярёвой роль на всю картину и блестяще сыгранная, а у Милы эта сцена была основной. И вот засевшей навек в душе и памяти. И хочется мне ответить, объяснить Люське и всем, кто с ней солидарен…

## Песни из фильма
В фильме звучат песни:
- «Всё потому» (музыка Павел Аедоницкий, слова Игорь Шаферан), исполнение — вокальный квартет «Аккорд». Песня в исполнении квартета вошла в 17-й выпуск «Мелодии экрана» студии «Мелодия» (1968 год, грампластинка Д—22867-8). В дальнейшем эта песня вошла в репертуар Майи Кристалинской.[9]
- «Осень на пляже» (Павел Аедоницкий—К. Иванов), исполнение Ларисы Мондрус. В дальнейшем песня вошла в репертуар Ларисы Долиной.[10]